# Amerikaanse eik
De Amerikaanse eik (Quercus rubra) is een snelgroeiende boom uit de napjesdragersfamilie (Fagaceae). De soort komt oorspronkelijk uit het oosten van Noord-Amerika, maar werd in Europa aangeplant als sierboom. De bladeren verteren slecht, waardoor zich een dikke strooisellaag vormt. De soort is invasief in West-Europa en verstoort er de biodiversiteit.
In het huidige België is de Amerikaanse eik voor het eerst in 1803 aangeplant, door Hendrik Stier van Aertselaer, bij het kasteel "De Mick" in Brasschaat. De soort is in Nederland in gebruik sinds 1825 en in het verleden ook op grote schaal in bossen aangeplant voor de houtteelt. Een nadeel van de Amerikaanse eik is dat deze een brede en dichte kroon vormt en daardoor onder bosomstandigheden andere boomsoorten verdringt en geen ondergroei toelaat. Bijkomend zorgt de dikke strooisellaag ervoor dat zaden van andere soorten moeilijker succesvol kunnen kiemen. Daardoor vinden sommige bosbeheerders dat deze exoot niet in de Lage Landen thuishoort. De Amerikaanse eik kan 35 m hoog worden.

## Kenmerken
De kroon is breed en koepelvormig. De boom heeft een korte, rechte stam; de takken vormen kransen. De glimmend roodbruine twijgen zijn kaal en wrattig en zijn op latere leeftijd dof glimmend en grijsachtig. De spitse knoppen zijn donkerrood tot bruinachtig.
De schors is initieel glad en zilverkleurig grijs, bij oudere bomen ondiep gekloofd met oranje spleten. Bij beschadiging van de bast kan gemakkelijk rot optreden. De stam wordt onder normale omstandigheden 60-90 cm dik, al zijn er uitzonderingen van 1,5 m dikte bekend.
De enkelvoudige, grote bladeren zijn veernervig gelobd, kunnen tot 20 cm lang worden en staan verspreid. Ze hebben een wigvormige bladvoet en vier tot vijf spitse, getande lobben. De uiteinden lijken kleine kammetjes. De bladstelen zijn geel en 2-5 cm lang. De bladkleur wordt van bleekgeel tot donkergroen aan de bovenzijde en bleekgrijs aan de onderzijde. In de herfst zijn de bladeren dofrood of roodbruin.
In Nederland en België bloeit de boom in mei.
De Amerikaanse eik heeft donkere, roodbruine eikels met een scherpe punt en een afgeplatte voet; ze zitten in ondiepe napjes. De napjes zijn voorzien van schubben die aan de randen naar binnen gekromd zijn. De steeltjes zijn circa 1 cm lang. De eikels zijn pas in het tweede jaar na de bloei rijp en kiemen daarna na de winter als ze een koude periode achter de rug hebben.
De boom wordt veel minder oud dan de Europese eiken (winter- of zomereik). Na 40 jaar zijn deze bomen niet meer geschikt langs lanen in verband met het gevaar van vallende takken

## Hout
Het hout van de Amerikaanse eik is minder duurzaam en heeft een grovere structuur dan het hout van de zomereik (Quercus robur). Het wordt gerekend tot de houtsoort rood eiken, en is daar het bekendste voorbeeld van. Het harde en taaie kernhout heeft een roodbruine kleur en wordt onder andere gebruikt voor vloeren en meubels.

## Groeiplaats
De Amerikaanse eik is aangeplant zowel op rijke als arme en droge zandgronden, en groeit niet of slecht op kleigronden en op basische gronden (met een hoge pH, kalkrijke gronden).
In zijn oorspronkelijke verspreidingsgebied (Noordoost-Amerika) komt hij voor van Nova Scotia en Maine, van Ontario en Minnesota zuidelijk via Iowa en Oklahoma tot Alabama en noordelijk Georgia.

## Bedreiging
In Nederland worden al 200 jaar veel Amerikaanse eiken aangeplant, omdat die hier nauwelijks last had van schadelijke insecten en voor geen van deze was het de primaire voedselbron. De Amerikaanse ooglapmot (Bucculatrix ainsliella) wordt sinds 1989 in Nederland en sinds 2006 in België gesignaleerd. De rupsen van deze mot voeden zich met de bladeren van de Amerikaanse eik. Ze eten alleen het groen en laten kale nerven achter. In Noord-Amerika vormt de mot soms plagen en kan het kleine vlindertje hele stukken bos aantasten.

## Ecologie
Door schaduwvorming door zijn grote kroon heeft de Amerikaanse eik de neiging om andere boomsoorten te verdringen. Toch komt hij in zijn oorspronkelijke leefgebied vooral voor in gemengde bossen met Quercus alba, Ulmus americana, weymouthden (Pinus strobus), Carya ovata, suikeresdoorn (Acer saccharum), Fraxinus americana, amberboom (Liquidambar styraciflua) en (Amerikaanse) tulpenboom (Liriodendron tulipifera).
De eikels zijn een belangrijke voedingsbron voor verschillende spechten, wilde kalkoenen, gaaien, mezen, kwartels, fazanten, kraaien, en korhoenders. Uitlopende jonge twijgen en bladeren worden graag gegeten door herten en muizen.

## Cultivars
Er zijn een aantal cultivars:
- Quercus rubra 'Aurea' valt op door haar goudkleurige jonge bladeren.
- Quercus rubra 'Schrefeldii' heeft zeer diep ingesneden bladeren waarvan de lobben elkaar overlappen.
- Quercus rubra 'Splendens' heeft felrode herfstkleuren.

Gezaagdbladige eik (Q. acutissima) · 
Amerikaanse witte eik (Q. alba) · 
Japanse eik (Q. aliena) · 
Gouden eik (Q. alnifolia) · 
Californische struikeik (Q. berberidifolia) · 
Tweekleurige eik (Q. bicolor) · 
Moseik (Q. cerris) · 
Hulsteik (Q. coccifera) · 
Scharlaken eik (Q. coccinea) · 
Japanse keizereik (Q. dentata) ·  
Portugese eik (Q. faginea) · 
Steeneik (Q. ilex) · 
Californische zwarte eik (Q. kelloggii) · 
Quercus lamellosa · 
Quercus lusitanica · 
Perzische eik (Q. macranthera) · 
Mongoolse eik (Q. mongolica) · 
Moeraseik (Q. palustris) · 
Wintereik (Q. petraea) · 
Donzige eik (Q. pubescens) · 
Pyrenese eik (Q. pyrenaica) · 
Zomereik (Q. robur) · 
Amerikaanse eik (Q. rubra) · 
Kurkeik (Q. suber)